# Mulberry (Karolina Północna)
Mulberry – jednostka osadnicza w Stanach Zjednoczonych, w stanie Karolina Północna, w hrabstwie Wilkes.